# Эймис, Ли Джей
Ли Джуда Эймис (англ. Lee Judah Ames; 1921 — 2011) — создатель рисунков, художник рекламного отдела, карикатурист, дизайнер, помощник аниматора и иллюстратор множества книг, создатель знаменитой серии обучающих книг для детей «Draw 50…». Первая книга из этой серии «Нарисуй 50 животных» появилась в 1974 году, за ней последовало ещё 26 книг этой же серии.

## Биография
Родился в 1921 году в Манхэттене, Нью-Йорк. 
Окончил школу в 1939 году. Свою первую работу в возрасте восемнадцати лет создал для студии Уолта Диснея. С тех пор Эймис известен как художник, карикатурист, дизайнер и иллюстратор. Переехал в Лос-Анджелес, штат Калифорния. Там  работал в качестве иллюстратора мультфильмов про Микки Мауса и других. Но вернулся в Нью-Йорк, где работал создавая стрипы для комиксов.
Участник Второй мировой войны - служил младшим лейтенантом в армии США. После войны работал во многих крупных издательствах — Timely, Archie, Harvey, Hillman, EC; став классическим художником комиксов 1950-х годов.
Он и его жена Джоселин англ. Jocelyn Lee проживали в Мишен-Вьехо, штат Калифорния.
Умер в 2011 году. Похоронен на кладбище Long Island National Cemetery в Нью-Йорке.